# Gaelic Storm
Gaelic Storm é uma banda de música céltica, tanto irlandesa, como escocesa e indo até o celtic-rock. O grupo foi criado em Santa Monica, Estados Unidos. Seu álbum mais recente, Full Irish, foi lançado em julho de 2014

## História
O começo da Gaelic Storm se deu 1996, quando Patrick Murphy e Steve Wehmeyer juntaram-se com Steve Twigger e o gaitista de fole Brian Walsh, para se apresentar no pub irlandês e Restaurante O'Brien em Santa Monica, Califórnia, no qual Murphy era o gerente. Isto levou a uma série de performances no Pub para o próximo ano. 
Em 1997, Gaelic Storm apareceu no filme Titanic como uma banda de terceira classe, apresentando a música "An Irish Party in Third Class". Esta participação no filme os catapultou em turnê; suas performances  foram recebidas com elogios da crítica e popularidade. Eles fizeram uma turnê pelos Estados Unidos, Canadá,  Reino Unido, França e Japão.
Gaelic Storm continua suas turnês de forma agressiva, fazendo shows  mais de 125 dias por ano. O grupo lançou nove álbuns desde a sua criação, incluindo dois álbuns de compilação ''Special Reserve'' e "Full Irish". A banda é conhecida por suas interpretações mais agitadas da música tradicional irlandesa  e  escocesa, e os seus álbuns que constantemente aparecem no topo das paradas da Billboard world music.
O quinto álbum da banda , ''How Are We Getting Home?'', Foi lançado em agosto de 2004 e estreou em 3° na Billboard World Music,10° na Billboard Heatseekers, e re-entrou em setembro de 2005 no world albums Chart como 3° melhor . O sexto álbum da banda ''Bring Yer Wellies'' foi lançado em 25 de julho de 2006 e estreou em 2° na  Billboard Mundial, 16ª no gráfico de vendas pela internet, e  31ª na de álbuns independentes. Próximo álbum do Gaelic Storm,  "What's the Rumpus?"  foi lançado em 08 de julho de 2008 pelo selo ''lost again Records''. Chegou a 1ª na parada da Billboard Mundial. 

Ao longo de sua história, a banda substituiu sua violinista algumas vezes, o seu baterista uma vez, e acrescentou diversas gaitas de fole à nova instrumentação da banda 
Em janeiro de 2006 a banda lançou seu primeiro DVD intitulado "Gaelic Storm: Live In Chicago". O show foi filmado ao vivo no House of Blues, em Chicago.
Uma versão Simlish da música, Scalliwag, do álbum Bring Yer Wellies, foi gravado e apresentado no World music channel no pacote de expansão, The Sims 2: Bon Voyage, para o jogo de PC popular, The Sims 2.
Gaelic Storm possui Ryan Lacey na bateria e percussão mundial (formado por duas vezes da Academia de Música de Los Angeles, em primeiro lugar para as mãos e, em seguida, para baquetas), Pete Purvis de Merrickville, Ontário na gaita de fole, flauta,  e, Jessie Burns, no violino 
Em 2012, Jessie Burns, deixou a banda para começar uma família e foi substituído no violino por Kiana Weber. [1]

## Composição
- Patrick Murphy (acordeon, spoons, bodhrán, lead vocal)
- Steve Twigger (guitar, bouzouki, bandolim, lead vocal)
- Ryan Lacey (djembe, doumbek, surdo, cajón, vocal,  percussão)
- Peter Purvis (Highland bagpipes, Uillean pipes, DegerPipes, Tin whistle)
- Jessie Burns (violino, vocal)

Antigos membros:
- Shasha Zhang (violino)
- Bob Banerjee (violino, bandolim)
- Tom Brown (Highland bagpipes & DegerPipes)
- Samantha Hunt (violino)
- Kathleen Keane (violino, Tin whistle, vocals)
- Ellery Klein (violino, vocal)
- Shep Lonsdale (djembe, doumbek, surdo, percussão)
- Steve Wehmeyer (bodhrán, didgeridoo, vocal)
- Brian Walsh (Uillean pipes), Tin whistle (tocou "Irishman" e gaiteiro no filme "Titanic")

Músicos convidados, por álbum:
- Herding Cats
  - John Whelan (button acordeon)
  - Eric Rigler (Uillean Pipes, Low "D" Whistle)
  - Marie Reilly (Violino)
- Tree
  - Mike Porcaro (Baixo elétrico)
- Special Reserve
  - Deborah Clark Colón (violino em Tracks 1, 3, & 8)
- How Are We Getting Home?
  - Dave Pomeroy (Baixo elétrico)
  - Nanci Griffith (special guest vocal na Track 5)
- Bring Yer Wellies
  - Jeff May (Baixo elétrico)
  - Rob Forkner (bodhran)
  - Michael Ramos (acordeon)
  - Lauren Dilbert (didgeridoo)
  - What's The Rumpus?
    - "Crazy" Arthur Brown (Vocals)
    - Jeff May (Baixo elétrico)
    - Lloyd Maines (pedal steel, Mandolin, Banjo)
    - David Boyle (keyboards, Accordion)

  - Cabbage
    - Jeff May (Bass Guitar)
    - Kevin Smith (Bass Guitar)
    - David Boyle (Keyboards)
    - Michael Ramos (Accordion)

## Discografia
- Gaelic Storm (28 de julho de 1998)
- Herding Cats (20 de setembro de 1999)
- Tree (19 de junho de 2001)
- Special Reserve (19 de agosto de 2003) (compilação)
- How Are We Getting Home? (3 de agosto de 2004)
- Bring Yer Wellies (25 de julho de 2006)
- What's The Rumpus? (8 de julho 2008)
- Cabbage (3 de agosto de 2010)
- Chicken Boxer (31 de julho de 2012)
- The Boathouse ( 20 de agosto de 2013)
- Full Irish (29 de julho de 2014) (compilação)
- Matching Sweaters (24 de julho de 2015)

## Filmografia
- Titanic (1997)
- Gaelic Storm Live in Chicago (2006)